# Гуцульская сецессия
«Гуцу́льская сеце́ссия» — архитектурный стиль, характерный для некоторых зданий, построенных в Австро-Венгерской провинции Галиция, прежде всего, во Львове в конце XIX — начале XX века. 
Подобные здания строились также в других городах Восточной Галиции: Тарнополе, Станиславе.

## История
Стиль гуцульской сецессии представлял собой попытку поиска национального стиля в архитектуре. Эти поиски проходили в рамках национально-романтического осмысления Венского сецессиона, яркого стиля австрийской архитектуры. Главным источником, вдохновляющему на создание нового национального стиля, стало непрофессиональное искусство горцев Карпат (в том числе гуцулов). Обработать эстетику «карпатского» стиля пробовал в 1890-х годах польский архитектор Юлиан Захариевич. Позже с теориями «восточногалицкого» нового стиля выступили Эдгар Ковач в книге «Способ закопанский» (1899 год) и Казимир Мокловский в серии статей и книге «Народное искусство в Польше» (1903 год).
В наиболее яркой форме идеи «гуцульской сецессии» проявились в работах архитектурной фирмы Ивана Левинского, в которой работали также Тадеуш Обминский, Александр Лушпинский, Лев Левинский и другие. Для стиля характерны экспрессивные объёмы, пластическая выразительная конфигурация дверных прорезов, окон, навесов, сложные очертания крыш с большими скатами, которые иногда украшаются башней, подобной колокольне гуцульской церкви. Декор и колористическая гамма народного искусства обыгрывались в украшении зданий металлом и керамикой.

## Здания в стиле «гуцульской сецессии» во Львове
- Бурса дьяков собора Святого Юра на улице Скарги (теперь Озаркевича), 1903 год.
- Кредитное общество «Днестр» на углу ул. Русской и Подвальной, 1905 год.
- Общежитие «Академический дом» на ул. Супинского (ныне Коцюбинского), № 21, 1906 год.
- Бурса института «Народный Дом» на ул. Курковой (ул. Лысенко) № 14 — № 14а, 1907 год.
- Гимназия и бурса Украинского педагогического общества на ул. Потоцкого (ныне Чупринки), № 103, 1908 год.
- Клиника Солецкого, ул. Лычаковская, № 107, 1908 год.